# Herbita tenebrica
Herbita tenebrica är en fjärilsart som beskrevs av Paul Dognin 1892. Herbita tenebrica ingår i släktet Herbita och familjen mätare. Inga underarter finns listade i Catalogue of Life.